# Редеи, Клаудия
Клаудия (Клодин) Жужанна Редеи фон Киш-Реде (венг. Rhédey Klaudia Zsuzsanna; 21 сентября 1812 (дата крещения), Эрдёсентдьёрдь, Королевство Венгрия — 1 октября 1841, Петтау, Австрийская империя) — венгерская аристократка, урождённая графиня Редеи фон Киш-Реде, в замужестве графиня фон Гогенштайн. Мать Франца, герцога Текского и бабка британской королевы Марии Текской.

## Биография
Графиня родилась в родовом замке графов Редеи в Эрдёсентдьёрде в семье графа Ласло Редеи де Киш-Реде и его супруги графини Агнессы, урождённой баронессы Индцеди де Надь-Варад. Она была прямым потомком Ференца Редеи, князя Трансильвании с 1657 по 1658 год. С самого рождения носила титул графини Редеи де Киш-Реде.

### Брак и потомство
2 мая 1835 году графиня Клодин Редеи де Киш-Реде сочеталась браком с принцем Александром Вюртембергским, единственным сыном принца Людвига Вюртембергского, младшего брата вюртембергского короля Фридриха I. По закону о престолонаследии их брак не был признан и был объявлен морганатическим. 16 мая 1835 года Клодин получила титул графини фон Гогенштайн. В браке родились трое детей — сын и две дочери:
- Клодин Генриетта Мария Агнесса (1836—1894), графиня Гогенштайн, с 1863 года принцесса Текская, замужем не была;
- Франц Пауль Карл Людвиг Александр (1837—1900), граф Гогенштайн, с 1863 года 1-й герцог Текский, 12 июня 1866 года сочетался браком с британской принцессой Марией Аделаидой Кембриджской (1833—1897);
- Амалия Жозефина Генриетта Агнесса Сюзанна (1838—1893), графиня Гогенштайн, с 1863 года принцесса Текская, в том же году сочеталась браком с графом Паулем фон Хюгелем (1835—1897).

### Смерть
В сентябре 1841 года принцесса выехала к супругу в Грац, где тот в звании генерал-майора командовал частью в армии Австрийской империи. Она внезапно скончалась по дороге. Существуют две версии, объясняющие причины её скоропостижной смерти. По одной из них, у беременной принцессы по дороге случился выкидыш, и она умерла от потери крови в отсутствие медицинской помощи. По другой, не доехав до Граца, карета принцессы попала в придорожную канаву, и, спустя восемь дней, она умерла от полученных травм. Точно известно, что местом её смерти был город Петтау, ныне Птуй в Словакии. По ещё одной версии, принцесса верхом на лошади наблюдала за учениями кавалерии под Петтау, как внезапно лошадь под ней заметалась, принцесса с неё упала и была затоптана другими лошадьми.
Согласно завещанию умершей, её тело было перевезено в город, в котором она родилась. Принцессу похоронили в Эрдёсентдьёрде 12 октября 1841 года. Её гробница находится в церкви, где она была крещена. В мае 1905 года над могилой принцессы её внучка Мария Текская с супругом Георгом, принцем Уэльским, будущим королём Великобритании под именем Георга V, воздвигла памятник. В 2010 году могилу своей прапрапрабабушки посетил Чарльз, принц Уэльский.